# Stół (film 2004)
Stół (est. Laud) – estoński krótkometrażowy film animowany z 2004 roku w reżyserii Jeleny Girlin, Mari-Liis Bassovskiej i Urmasa Jõemeesa.

## Fabuła
Roza urodziła wiele dzieci. Każde z nich miało innego ojca. Główna bohaterka Rita jest jej najmłodszą córką, która podobnie jak matka, ma trudności z porodem. Mroczny obraz inspirowany twórczością Tadeusza Kantora.

## Nagrody
- 2004: Nagroda w Konkursie - Najlepszy Młody Reżyser na Festiwalu Filmów Animowanych - Animowane Marzenia (PÖFF) w Tallinnie (Estonia)
- 2005: Wyróżnienie Specjalne Jury; nagroda przyznana przez brytyjskiego członka jury Tima Webba: "Grzeszna przyjemność" na Międzynarodowym Festiwalu Filmów Animowanych ANIMATEKA (Ljubljana, Słowenia)
- 2005: Najlepszy film animowany na Międzynarodowym Festiwalu Filmów Dokumentalnych i Krótkometrażowych w Ismailii (Egipt)
- 2005: Video Nagroda na Festiwalu Filmowym w Avanca (Portugalia)
- 2005: Specjalne Wyróżnienie na Festiwalu Filmowym Aye Aye w Nancy (Francja)
- 2005: Najlepszy film eksperymentalny na Międzynarodowym Festiwalu Filmów Animowanych ANIMAEVKA (Mohylew, Białoruś)